# エノイル(アシル輸送タンパク質)レダクターゼ (NADPH, A-特異的)
エノイル[アシル輸送タンパク質]レダクターゼ (NADPH, A-特異的)（enoyl-[acyl-carrier-protein] reductase (NADPH, A-specific)）は、次の化学反応を触媒する酸化還元酵素である。
アシル-[アシル輸送タンパク質] + NADP+ {\displaystyle \rightleftharpoons } trans-2,3-デヒドロアシル-[アシル輸送タンパク質] + NADPH + H+
反応式の通り、この酵素の基質はアシル-[アシル輸送タンパク質]とNADP+、生成物はtrans-2,3-デヒドロアシル-[アシル輸送タンパク質]とNADPHとH+である。
組織名はacyl-[acyl-carrier protein]:NADP+ oxidoreductase (A-specific)である。